# Cantonul La Chaise-Dieu
Cantonul La Chaise-Dieu este un canton din arondismentul Brioude, departamentul Haute-Loire, regiunea Auvergne, Franța.

## Comune
- Berbezit
- Bonneval
- La Chapelle-Geneste
- Cistrières
- Connangles
- La Chaise-Dieu (reședință)
- Félines
- Laval-sur-Doulon
- Malvières
- Saint-Pal-de-Senouire
- Sembadel